# Amin Boudri
Amin Boudri, född 29 september 2004, är en svensk fotbollsspelare (offensiv mittfältare) som representerar Gais.

## Biografi
Boudris föräldrar är båda från Marocko, men Boudri själv är född i Sverige och uppvuxen i Stockholmsförorten Hässelby. Han började spela fotboll i IF Brommapojkarna men gick sedan vidare till AIK:s akademi, där han ingick i en kull med bland andra Amar Abdirahman Ahmed, Alexander Fesshaie och Richie Omorowa. Sommaren 2021 gick Boudri som 16-åring till italienska Venezia FC:s ungdomslag. Efter två och ett halvt år i Italien värvades han av allsvenska Gais, där han skrev på ett fyraårskontrakt. Han gjorde sin tävlingsdebut för klubben i en 0–2-förlust borta mot IF Elfsborg i svenska cupens gruppspel i februari 2024. Sin allsvenska debut gjorde han i 2024 års säsongspremiär mot IF Brommapojkarna, och sitt första allsvenska mål, ett kanonskott från långt håll, mot Kalmar FF i femte omgången.

### Landslagsuppdrag
I september 2024 togs Boudri ut i Sveriges P20-landslag för två landskamper mot Danmark. I november samma år debuterade han i U21-landslaget då han blev inbytt i den 88:e minuten mot Irland. I mars 2025 togs Boudri återigen ut i U21-truppen, men tvingades tacka nej på grund av en känning i baksida lår efter en träningsmatch mot Varberg BoIS.